# 臣瓚
臣瓒（?—?），西晋人，僅知其名，不知姓氏。
臣瓒是《漢書》的注解家，撰有《汉书集解音义》二十四卷。至劉宋時已無人知其真正姓名。姚察《汉书训纂》以為臣瓒即傅瓒，郦道元《水经注》以為是薛瓒，朱希祖以為臣瓒即是裴瓒。孟森著有《臣瓒考》認為臣瓒为即薛瓒。胡适著有《注〈汉书〉的薛瓒》，結論與孟森同。洪業著有《再论臣瓒》。